# Chaetocnema gracilis
Chaetocnema gracilis (лат.) — вид жуков-листоедов рода Chaetocnema трибы земляные блошки из подсемейства козявок (Galerucinae, Chrysomelidae).

## Распространение
Встречаются в Южной и Юго-восточной Азии (Бутан, Вьетнам, Индия, Китай, Мьянма, Непал, Пакистан) и в Новой Каледонии.

## Описание
Длина 1,40—1,70 мм, ширина 0,80—0,90 мм. От близких видов отличается комбинацией следующих признаков: мелкими размерами, формой эдеагуса и переднеспинки (прямые боковые края, соотношение ширины к длине 1,15—1,20). Переднеспинка и надкрылья бронзоватые. Фронтолатеральная борозда присутствует. Антенномеры усиков коричневые (А6-11) или жёлтые (А1-5), ноги желтовато-коричневые (передние и средние бёдра жёлтые). Голова гипогнатная (ротовые органы направлены вниз). Надкрылья покрыты несколькими рядами (6—8) многочисленных мелких точек — пунктур. Бока надкрылий выпуклые. Второй и третий вентриты слиты. Средние и задние голени с выемкой на наружной стороне перед вершиной. Переднеспинка без базальной бороздки. Кормовые растения: Alternanthera sp. (Amaranthaceae), Brassica campestris ssp. peckinensis, Brassica oleracea var botrytis, Brassica oleracea var capitata (Brassicaceae), Firmiana colorata (Sterculiaceae), Lagerstroemia indica (Lythraceae), “millets” (Poaceae), Oryza sativa; Sorghum vulgare (Poaceae). Вид был впервые описан в 1858 году российским офицером-разведчиком и энтомологом Виктором Ивановичем Мочульским (1810—1871) по материалам из Индии, а его валидный статус был подтверждён в ходе ревизии ориентальной фауны рода Chaetocnema, которую провели в 2019 году энтомологи Александр Константинов (Systematic Entomology Laboratory, USDA, c/o Smithsonian Institution, National Museum of Natural History, Вашингтон, США) и его коллеги из Китая (Ruan Y., Yang X., Zhang M.) и Индии (Prathapan K. D.).